# Азула
Азула (англ. Azula) - одна з головних персонажів мультсеріалу «Аватар: Останній захисник». Азулі 14 років. Вона молодша сестра Зуко, у дитинстві постійно знущалася з нього. Володіє Вищою магією Вогню — синім полум'ям, а також здатністю створювати блискавку. Крім того, вміє майстерно брехати. Азула жорстока, красива, розумна, цілеспрямована і зла.
У Другій книзі починає полювати на Аватара замість брата, прихопивши компанію зі своїх подруг дитинства — Мей і Тай Лі. У 20 серії Книги Землі, об'єднавшись зі своїм братом, перемагає Аватара. Аанг залишається живим завдяки Катарі, яка оживила його цілющою водою з Оази Духів на Північному полюсі. Спочатку всі думають, що Аватар переможений, але Азула догадується, що це не так.
Після того, як Зуко вирішив доєднатися до команди Аватара, Азула повстала проти нього, користуючись допомогою Мей і Тай Лі. Але в 15-й серії третього сезону Мей і Тай Лі зрадили Азулу — Мей вберегла Зуко від смерті, зупинивши Азулу, а Тай Лі не дала в образу Мей, коли Азула хотіла вразити її блискавкою. Це дало неабиякий вплив на психіку Азули й у фінальних серіях вона сходить з розуму.
Як стає відомо у другому сезоні, Азула з дитинства була схильною до насильства. В епізоді, де Зуко годує качок, він запускає шматок хліба в птаха, кажучи, що цьому його навчила сестра. В цій же серії показана жорстокість Азули — бажаючи посміятися над Зуко, вона піддала небезпеці Мей, вистріливши вогнем в яблуко на її голові.
Азула честолюбна — вона сподівається, що її дядька вб'ють на війні, і тоді наступним Володарем Вогню стане Озай, батько Азули. Дізнавшись про смерть двоюрідного брата, Азула не засмучується, а радіє. Вона чудово знає історію свого народу, з дитинства захоплюється мистецтвом Магії Вогню, в якому досягла майже досконалості. Зрештою, їй єдиній вдається поранити Аватара. Розуміючи виняткові здібності Азули, батько вирішує довірити місію із захоплення свого брата і сина саме їй.
Азула чудовий стратег і хитрий політик. Після провалу ідеї про військове захоплення Ба Сінг Се, вона вирішує діяти хитрістю. Переодягнувшись у воїнів Кіоші, Азула зі своїми подругами входить в довіру до Царя Землі та переманює на свій бік секретну поліцію Ба Сінг Се — Дай Лі. За допомогою Дай Лі Азулі вдається відібрати трон Царя Землі.
Маніпуляціями вона переманює на свій бік брата, і разом вони дають бій Аангу і Катарі. Під час бою Азула ранить Аанга. Вона проявляє далекоглядність, здогадуючись, що Аанг залишився живим, і тому каже, що Аватара вбив Зуко.
Батько Азули, який вкрай високо цінував її здібності, призначив її Володаркою Вогню. Але в пік свого політичного розквіту в Азули сталося помутніння розуму. Не зумівши опанувати себе після зради подруг, Азула скрізь бачить зраду. Вона звільнює всіх своїх служниць та вчителів і розпускає єдиний вірний їй військовий підрозділ — Дай Лі, через те, що ті не прийшли вчасно на її сигнал. Вона опиняється на самоті, коли її брат вирішує оскаржити її претензії на трон. Викликає брата на Агні-Кай — Вогняну Дуель, але Зуко, за допомогою Катари, виграє у неї.